# Scleropodium ornellanum
Scleropodium ornellanum là một loài Rêu trong họ Brachytheciaceae. Loài này được (Molendo) Lorentz miêu tả khoa học đầu tiên năm 1865.